# Venezia Porto Marghera
Venezia Porto Marghera (włoski: Stazione di Venezia Porto Marghera) – przystanek kolejowy w Wenecji, w prowincji Wenecja, w regionie Wenecja Euganejska, we Włoszech. W jego bezpośrednim sąsiedztwie znajduje się park technologiczny "Vega".
Według klasyfikacji RFI posiada kategorię srebrną.

## Historia
Pierwsza stacja Venezia Marghera została otwarta 13 grudnia 1842 w następstwie inauguracji linii Marghera-Padwa, pierwszego odcinka linii Mediolan – Wenecja.
Położenie stacji było tymczasowe, ponieważ w styczniu 1844 roku, kiedy jeszcze nie ukończono mostu nad laguną, został przeniesiony do San Giuliano.

## Infrastruktura
Przystanek składa się z czterech działających torów, do których dostęp jest możliwy przez tunel.
Jest obsługiwany przez niektóre pociągi regionalne na różnych liniach, które są kierowane na linii Venezia Mestre-Venezia Saint Lucia (Mediolan-Wenecja, Trydent-Wenecja, Wenecja-Udine i Wenecja-Triest), co znacznie zwiększa się w dniach powszednich.
Do przystanku można się dostać z czterech stron:
- poprzez Paganello lewe Mestre (w pobliżu Via Torino i via Ca' Marcello);
- Via della Liberta, droga do Wenecji;
- Via della Liberta, droga od Mestre;
- via della Libertà, drogi od Mestre, w rzeczywistości znajduje się w Via Torino, chodnik dla pieszych jest otoczony przez podwójne barierki do przejścia podziemnego pod torami.

## Linie kolejowe
- Mediolan – Wenecja
- Wenecja – Udine
- Trydent – Wenecja
- Wenecja – Triest